# Лучанка
Лучанка (рум. Lucianca) — село у повіті Димбовіца в Румунії. Входить до складу комуни Бутіману.
Село розташоване на відстані 30 км на північний захід від Бухареста, 44 км на південний схід від Тирговіште, 111 км на південь від Брашова.

## Населення
За даними перепису населення 2002 року у селі проживали 304 особи, усі — румуни. Усі жителі села рідною мовою назвали румунську.